# الجبلاوي (فلم)
الجبلاوي أو الجبلاوي يتحدى القانون هو فيلم دراما مصري من إخراج عادل الأعصر وتأليف فيصل ندا ومن بطولة كمال الشناوي، سماح أنور، هشام سليم، شكري سرحان، عايدة رياض، سيد عبد الكريم ووائل نور، صدر الفيلم في 26 أغسطس 1991 وهو آخر أعمال شكري سرحان السينمائية.

## نبذه
يدب الخلاف بين حسان والجبلاوي فيكيد له حسان لدى سعيد صاحب المصنع الذي يعملان فيه فيطرده سعيد. يرحل الجبلاوي ويعمل لدى تاجر المخدرات عباس. يستولى على أموال عملية تقدر قيمتها مليون جنيه. يعود إلى البلدة ويشتري مصنع سعيد المعروض بالمزاد ويدعي أنه ورث ويتوسع في أعماله. يهتدي عباس وأعوانه على الجبلاوي فيتفق معه على عملية تغير عمله.

## طاقم العمل
- كمال الشناوي بدور الجبلاوي
- سماح أنور بدور وفاء
- هشام سليم بدور حسين
- شكري سرحان بدور الحاج صاحب المصنع
- عايدة رياض بدور بسيمه
- سيد عبد الكريم بدور حسان
- وائل نور بدور سكينة

## وصلات خارجية
- مقالات تستعمل روابط فنية بلا صلة مع ويكي بيانات